# Picpoul de Pinet

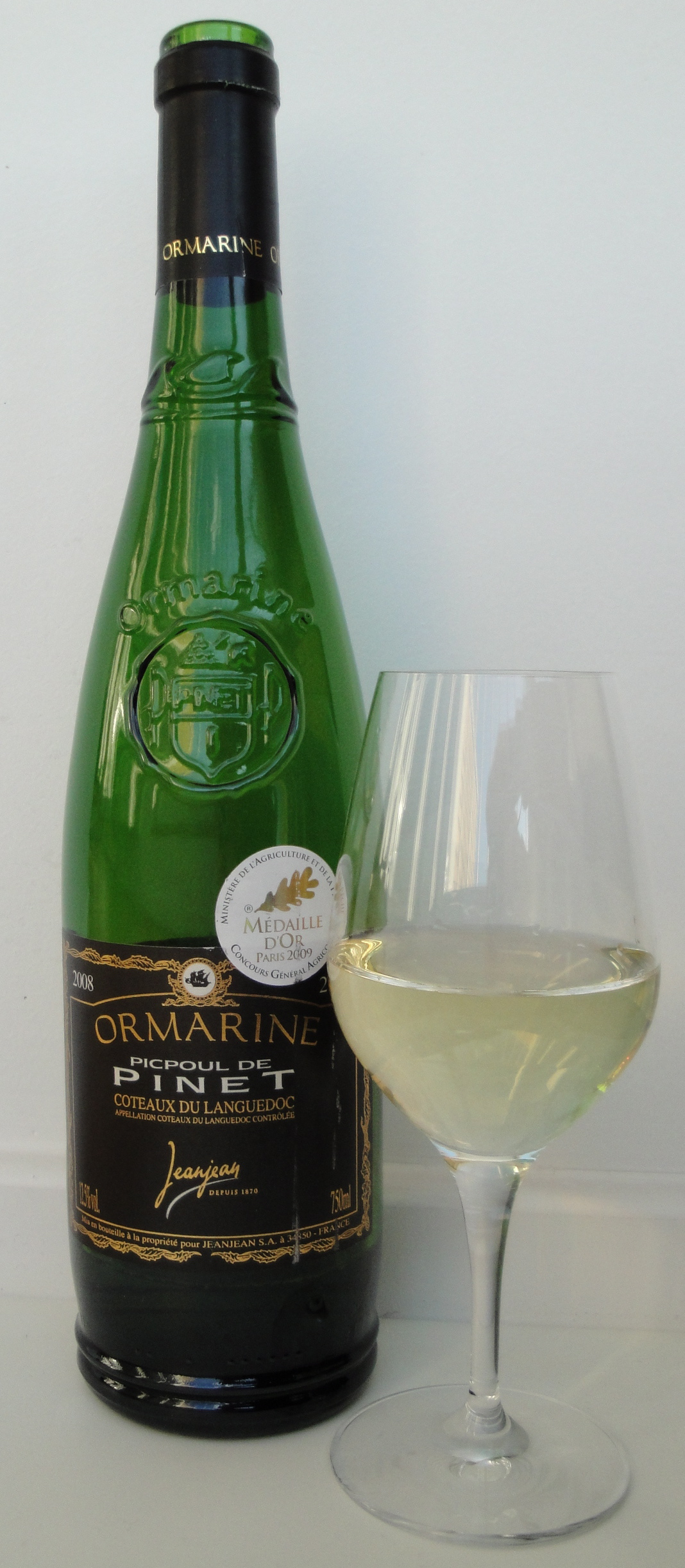
Fles Picpoul de Pinet met de golfjeshals.

Picpoul de Pinet is een Franse witte wijn uit de Languedoc.

## Variëteiten
Het gebruik van de naam Picpoul is alleen toegestaan voor witte wijn.

## Kwaliteitsaanduiding
Picpoul de Pinet heeft sinds 2013 een eigen AOC-status. Ze viel voorheen (sinds 1985) onder de AOC van Coteaux du Languedoc. Picpoul de Pinet komt uit zes gemeenten, naast Pinet ook uit Castelnau-de-Guers, Florensac, Mèze, Montagnac en Pomérols. 

## Toegestane druivenrassen
Picpoul de Pinet wordt gemaakt van de druif Picpoul blanc, ook wel Piquepoul blanc genoemd.

## Opbrengst en productie
- Het areaal bedraagt 2400 ha verdeeld over zes gemeenten.
- De maximaal toegestane opbrengt is 55 hl/ha.
- De verplichte plantdichtheid voor nieuwe percelen is vastgesteld op 4.400 stokken per hectare.
- Er mag pas voor het eerst geoogst worden in het vierde jaar dat een stok fruit draagt.

## Het terroir
De nabijheid van de zee is onderdeel van het terroir. Deze veroorzaakt een minder groot temperatuurverschil tussen dag en nacht, met een latere rijping van de druif tot gevolg. De wijngaarden liggen in een kalkrijk gebied dat gemiddeld op zestig meter hoogte gelegen is. De wijngaarden op de heuvels en in het vlakke land liggen rond het dorp Pinet, dat even ten westen van Mèze aan het meer van Thau gelegen is. Uit onderstaand klimaatoverzicht blijkt dat meer dan twintig procent van de jaarlijkse regen in oktober valt, iets wat een late oogst bemoeilijkt en volledige rijping van de druif in de weg staat.
| Maand                                   | J  | F   | M  | A    | M  | J  | J  | A    | S    | O   | N  | D  | Jaar |
| --------------------------------------- | -- | --- | -- | ---- | -- | -- | -- | ---- | ---- | --- | -- | -- | ---- |
| Gemiddelde maximale temperatuur (°C)    | 11 | 11  | 14 | 16   | 20 | 25 | 26 | 26   | 23   | 19  | 14 | 12 | 17,6 |
| Gemiddelde minimale temperatuur (°C)    | 7  | 7   | 10 | 11   | 14 | 19 | 20 | 21   | 18   | 15  | 10 | 8  | 13,3 |
| Gemiddelde temperatuur (°C)             | 9  | 9   | 12 | 13,5 | 17 | 22 | 23 | 23,5 | 21,5 | 17  | 12 | 10 | 15,6 |
| Neerslag (gemiddelde hoeveelheid in mm) | 60 | 105 | 10 | 15   | 90 | 0  | 3  | 10   | 29   | 144 | 21 | 72 | 659  |
| Bron: MSN météo                         |    |     |    |      |    |    |    |      |      |     |    |    |      |

## Vinificatie
De druif ondergaat een fermentatie met enzymen onder gecontroleerde temperatuur.

## Kenmerken
Het is een frisse droge witte wijn die een deel van zijn smaak ontleent aan zijn niet te rijp zijn tijdens de pluk. De wijn heeft een transparant gouden kleur en een mooie volle neus van bloemetjes en passiefruit. In zijn smaak proef je wit fruit, hints van mineralen, milde kruidigheid, citroen, limoen en soms een klein bittertje. Hij heeft een lange zachte, frisse afdronk. Hij heeft 13% volume alcohol. Een fles van Picpoul de Pinet heeft een inhoud van 0,75 liter en heet bouteille Neptune. Bovenaan de hals heeft de fles golven van de zee.

## Wijn-spijscombinatie
De wijn past bij mosselen, oesters, garnalen of vis en is geschikt als terraswijn. Hij kan het beste zo jong mogelijk gedronken worden.

## Kwaliteit van de jaargangen
- Onderstaand lijstje toont de kwaliteit van de wijnen uit de Languedoc in de periode 1996-2010:

| - 2010 7,5 - 2009 10 - 2008 7,5 | - 2007 7 - 2006 7 - 2005 8 | - 2004 7 - 2003 8 - 2002 7 | - 2001 8 - 2000 9 - 1999 8 | - 1998 9 - 1997 4 - 1996 7 |  |